# جیویا تاورو
جیویا تاورو (به ایتالیایی: Gioia Tauro) یک کومونه در ایتالیا است که در استان رجو کالابریا واقع شده‌است.

## خصوصیات
جیویا تاورو ۳۸ کیلومترمربع مساحت و ۱۹٬۲۲۷ نفر جمعیت دارد.